# L'Aurore (periódico de 1944)
L'Aurore fue un periódico francés puesto en circulación el 11 de septiembre de 1944, poco después de la liberación de París. Dejó de publicarse en 1985 al ser incorporado en Le Figaro como suplemento de los sábados, Le Figaro-L'Aurore. No debe ser confundido con su homónimo L'Aurore (1897-1914).
Fundado durante la guerra como publicación clandestina por el diputado del Frente Popular, Robert Lazuricke, de una circulación de 400 000 en 1952, a mediados de 1956 hasta 1962, L'Aurore se había convertido en uno de los diarios más importantes del país, con una circulación de más de 500 000 incluso superando las ventas de Le Figaro en algunas ocasiones.
Entre sus colaboradores se encontraban nombres tan relevantes como André Frossard, Jules Romains y Jean Mistler, todos ellos miembros de la Académie française, y Pierre Desproges.